# Torre Corporativa Puerta Guadalajara
La Torre Corporativa Puerta Guadalajara fue un proyecto de rascacielos ubicado en Calzada Independencia y el Anillo Periférico Norte, en la ciudad de Guadalajara, México. De completarse, sería el rascacielos más alto de Guadalajara. Asimismo, ocuparía el 3° lugar en altura en México. La torre formaría parte del complejo arquitectónico cultural, recreativo y corporativo Puerta Guadalajara, el cual estaba planeado finalizar entre 2014 y 2015.
Originalmente se tenía contemplado que fueran dos torres gemelas, sin embargo debido a modificaciones al proyecto así como una serie de errores en la medida de los predios, solo se construiría una torre.

## Diseño
- Su altura sería de 253.6 metros hasta la antena y espiral, hasta el último piso de 215.3 y tendría 63 pisos, en un predio de 5, 200 m².

## Detalles importantes
- Tendría alrededor de 27 elevadores (ascensores), estos alcanzarían un máximo de avance de 6,8 metros por segundo.

- El proyecto sería desarrollado por Grupo Mecano Levante.

- Sería considerado un edificio inteligente, debido a que el sistema de luz es controlado por un sistema llamado B3, al igual que el de Reforma 222 Centro Financiero, Torre Ejecutiva Pemex, World Trade Center México, Torre Altus, Arcos Bosques, Arcos Bosques Corporativo, Torre Latinoamericana, Edificio Reforma 222 Torre 1, Haus Santa Fe, Edificio Reforma Avantel, Residencial del Bosque 1, Residencial del Bosque 2, Torre del Caballito, Torre HSBC, Panorama Santa fe, City Santa Fe Torre Amsterdam, Santa Fe Pads, St. Regis Hotel & Residences, Torre Ejecutiva JV III, Torre Lomas.

- Sería el cuarto edificio en México que cumpliría con la norma obligatoria de eficiencia energética de construcciones no residenciales (NOM-008).

## Datos clave
- Altura- (Espiral) 253.6 metros, (Altura último piso) 215.3 metros.
- Área total - 278,000 metros cuadrados aproximadamente.
- Espacio de oficinas - 140,000 metros cuadrados aproximadamente.
- Pisos - 5 niveles subterráneos en los 67 niveles totales.
- Rango: 	
  - En México: 7º lugar
  - En Guadalajara: 1° lugar
  - En Latinoamérica (Rascacielos en construcción y proyecto): 11° lugar
  - En América del Norte (Rascacielos en construcción): 11° lugar
  - En el Mundo: 130° lugar